# Diogenit

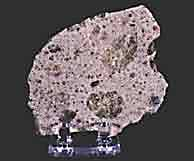
Một mảnh thiên thạch Diogenit được tìm thấy tại Hoa Kỳ

Diogenit là một nhóm của họ thiên thạch HED, một loại thiên thạch đá có hình dạng achondrit.